# Song Ngos
Song Ngos est un village de la région du Centre du Cameroun, situé dans la commune de Dibang. 

## Population et développement
La population de Song Ngos était de 181 habitants dont 102 hommes et 79 femmes, lors du recensement de 2005.     